# Janecskó Kata
Janecskó Kata (Budapest, 1983) magyar újságíró.

## Pályafutása
Az ELTE BTK magyar nyelv és irodalom, valamint kommunikáció szakán diplomázott 2008-ban. 2004 óta foglalkozik újságírással. Előbb az Origóhoz került gyakornoknak, ahol hat évig dolgozott, ebből egyet a Filmklub, majd ötöt a Hírek rovatnál. Ezt követően az Index.hu munkatársa lett, majd 2020-as alapításakor került a Telex.huhoz. 2016-ban Zsigmond Márta Médiadíjjal jutalmazták, 2020-ban első helyezett lett a 100 szóban Budapest nevű történetíró pályázaton. Az újságírás mellett meséket is ír, pl. a Liget Műhely Szitakötő folyóiratába.

## Könyvei
- Ártatlanul elítélve, Corvina Kiadó, 2021, ISBN 9789631367416
- Nők a hálóban,  XXI. Század Kiadó, 2024, ISBN 9789635685332